# Renville
Renville ist eine Kleinstadt (mit dem Status „City“) im Renville County im US-amerikanischen Bundesstaat Minnesota. Das U.S. Census Bureau hat bei der Volkszählung 2020 eine Einwohnerzahl von 1.301 ermittelt.

## Geografie
Renville liegt im mittleren Südwesten Minnesotas auf 44°47′21″ nördlicher Breite und 95°12′42″ westlicher Länge. Die Stadt erstreckt sich über eine Fläche von 3,6 km².
Benachbarte Orte von Renville sind Prinsburg (18,1 km nördlich), Danube (9,4 km östlich), Sacred Heart (11,3 km westlich) und Clara City (30,2 km nordwestlich).
Die nächstgelegenen größeren Städte sind Minneapolis (173 km östlich), Minnesotas Hauptstadt Saint Paul (186 km in der gleichen Richtung), Rochester (281 km ostsüdöstlich), Iowas Hauptstadt Des Moines (487 km südsüdöstlich), Omaha in Nebraska (466 km südlich), Sioux Falls in South Dakota (219 km südwestlich) und Fargo in North Dakota (304 km nordwestlich).

## Verkehr
Der U.S. Highway 212 führt in West-Ost-Richtung als Hauptstraße durch Renville. Alle weiteren Straßen sind untergeordnete Landstraßen, teils unbefestigte Fahrwege oder innerörtliche Verbindungsstraßen.
In West-Ost-Richtung führt eine Eisenbahnstrecke der Twin Cities and Western Railroad durch das Stadtgebiet von Renville.
Mit dem Olivia Regional Airport befindet 14,4 km östlich ein kleiner Flugplatz. Der nächste Großflughafen ist der Minneapolis-Saint Paul International Airport (171 km östlich).

## Geschichte
Renville wurde 1878 mit dem Bau der Eisenbahn angelegt. Die Einwohnerzahl wuchs rasch an, sodass im Jahr 1906 der Ort incorporiert wurde. Benannt wurde Stadt und das County nach Joseph Renville benannt, einem Pionier mit französischen und indianischen Vorfahren.
In Renvilles Wirtschaft dominiert auch heute noch die Verarbeitung landwirtschaftlicher Produkte. So wurde eine der größten Zuckerrübenfabriken der Welt in Renville errichtet.

## Demografische Daten
Nach der Volkszählung im Jahr 2010 lebten in Renville 1287 Menschen in 538 Haushalten. Die Bevölkerungsdichte betrug 357,5 Einwohner pro Quadratkilometer. In den 538 Haushalten lebten statistisch je 2,31 Personen.
Ethnisch betrachtet setzte sich die Bevölkerung zusammen aus 96,8 Prozent Weißen, 0,1 Prozent Afroamerikanern, 0,2 Prozent amerikanischen Ureinwohnern, 0,2 Prozent Asiaten sowie 1,9 Prozent aus anderen ethnischen Gruppen; 0,7 Prozent stammten von zwei oder mehr Ethnien ab. Unabhängig von der ethnischen Zugehörigkeit waren 18,2 Prozent der Bevölkerung spanischer oder lateinamerikanischer Abstammung.
24,9 Prozent der Bevölkerung waren unter 18 Jahre alt, 51,2 Prozent waren zwischen 18 und 64 und 23,9 Prozent waren 65 Jahre oder älter. 51,0 Prozent der Bevölkerung war weiblich.

Das mittlere jährliche Einkommen eines Haushalts lag bei 44.861 USD. Das Pro-Kopf-Einkommen betrug 21.140 USD. 11,7 Prozent der Einwohner lebten unterhalb der Armutsgrenze.